# Vlagyimir Konsztantyinovics Kokkinaki
Vlagyimir Konsztantyinovics Kokkinaki (oroszul: Владимир Константинович Коккинаки; Novorosszijszk, 1904. június 25. – Moszkva, 1985. január 7.) pontoszi görög származású szovjet berepülőpilóta, repülő-vezérőrnagy. Testvére, Konsztantyin Kokkinaki szintén berepülőpilóta volt.

## Életpálya
1927-ben kezdte repülő pályafutását, 1932-től berepülőpilóta. 1935–1964 között az Iljusin tervezőiroda (OKB–240) berepülőpilótája volt. Köztük az Il–2 és Il–10 csatarepülőgépek, az Il–4 bombázó, az Il–18-as utasszállító gép pilótája. A berepülések alatt számos nemzeti és világrekordot állított fel (magassági, sebességi, távolsági, terhelési).

## Világrekordok
- 1935-ben 14 575 méteres magassági, egy I–15-ös vadászgéppel
- 1936-1937 között a CKB–26 repülőgéppel
  - 11 294 méter magasságot 500 kg-os terhelés alatt
  - 12 100 méter magasságot 200 kg-os terhelés alatt
  - 5000 méter magasságban 325, 257 kilométer/órás sebesség, terhelés nélkül
  - 5000 méter magasságban 325, 257 kilométer/órás sebesség, 1 000 kilogramm terheléssel
- 1938-ban az DB–3 (CKB–30) repülőgéppel 
  - Moszkva–Szpasszk-Dalnyij között 7600 kilométert 24 óra 36 perc alatt, 307 kilométer/órás sebesség mellett teljesítette,
- 1939-ben leszállás nélkül 8000 kilométert tett meg 22 óra 56 perc alatt Moszkvából Miscou-szigetre, Új-Brunswick, Kanada.

## Sportvezetőként
- a Szovjet Repülősportok Szövetségének elnöke,
- a Nemzetközi Repülő Szövetség (franciául: Fédération Aéronautique Internationale) (FAI) első elnökhelyettese, 1968-tól tiszteletbeli elnöke volt.

## Kitüntetései
- a Szovjetunió Érdemes Sportmestere
- a Szovjetunió Hőse kétszeres kitüntetettje,